# FC 산토스 타르투
FC 산토스 타르투(에스토니아어: FC Santos Tartu)는 타르투를 연고로 하는 에스토니아의 축구 클럽이다. 현재는 에스토니아의 2부 축구 리그인 에실리가에 참가하고 있다.

## 선수 명단

### 역대
틀:에실리가